# 篠島
篠島（しのじま）は、三河湾に浮かぶ離島。行政上は愛知県知多郡南知多町に属し、全域が三河湾国定公園に含まれる。2015年（平成27年）の国勢調査における人口は1,653人、世帯数は622世帯である。日間賀島・佐久島と合わせて「三河湾三島」または「愛知三島」などと呼ばれる。古くから伊勢神宮との関係が深く、三節祭には干鯛（御幣鯛）の神饌が行われる。

## 地理
三河湾三島の中ではもっとも沖合に位置し、知多半島の師崎と渥美半島の伊良湖岬を結ぶ線上に位置する。北約3kmの距離に日間賀島（南知多町）が、北東約7kmの距離に佐久島（西尾市）があり、南知多町の本土との最短距離は約3kmである。知多半島・渥美半島との距離がそれぞれ10km以内と近く、また本土との生活交流が活発なため、国土交通省による離島分類では内海本土近接型離島にあたる。面積は0.94km2であり、佐久島の約半分、日間賀島の1.2倍である。島の周囲は豊かな漁場であり、篠島港の突堤はクロダイの釣り場となっている。篠島と日間賀島の間には構造線が走っているため、三河湾三島の中で篠島だけ地質が異なり、領家帯花崗岩から成る。三河湾は平均水深約9.2mの浅い湾だが、構造線に沿って水深約40mの深みがある。
中央部には49.1mの最高標高地点があり、この場所は三河湾三島の中でもっとも高い地点である。東岸には「さんさんビーチ」と呼ばれる天然の渚があり、緩やかな弧を描いて800m続いている。中央部の丘陵地には家屋が密集しているが、これまでに大火事の記録はない。北部には島民が「五万坪」と呼ぶ埋立造成地があり、造成地の南側には碁盤の目状に区切られた土地に住宅や民宿などが、北側には9ホールのゴルフ場跡などがある。ゴルフ場跡は荒地となっているが、観光振興ゾーンとして整備される予定である。

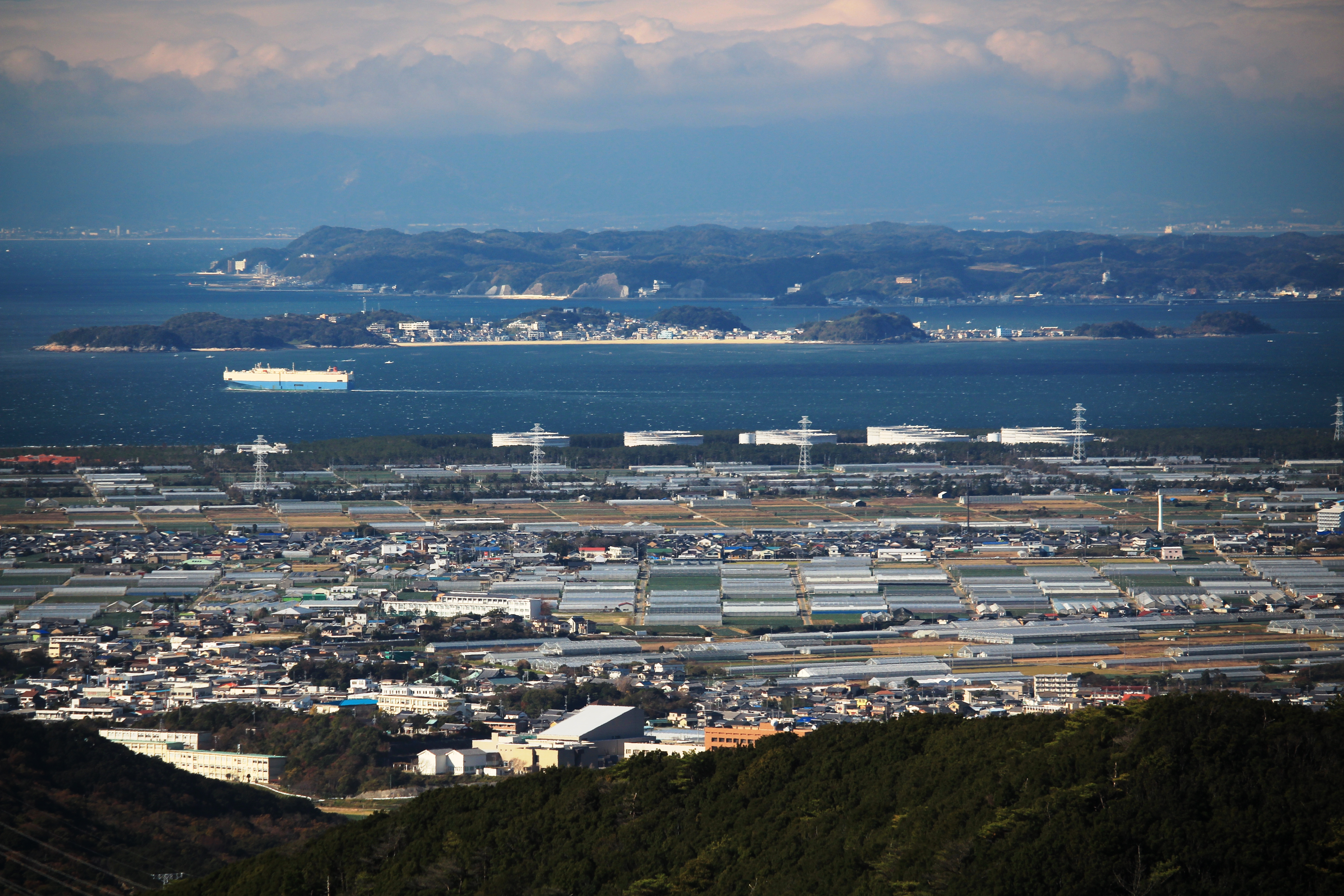
渥美半島の大山から望む篠島と対岸の知多半島
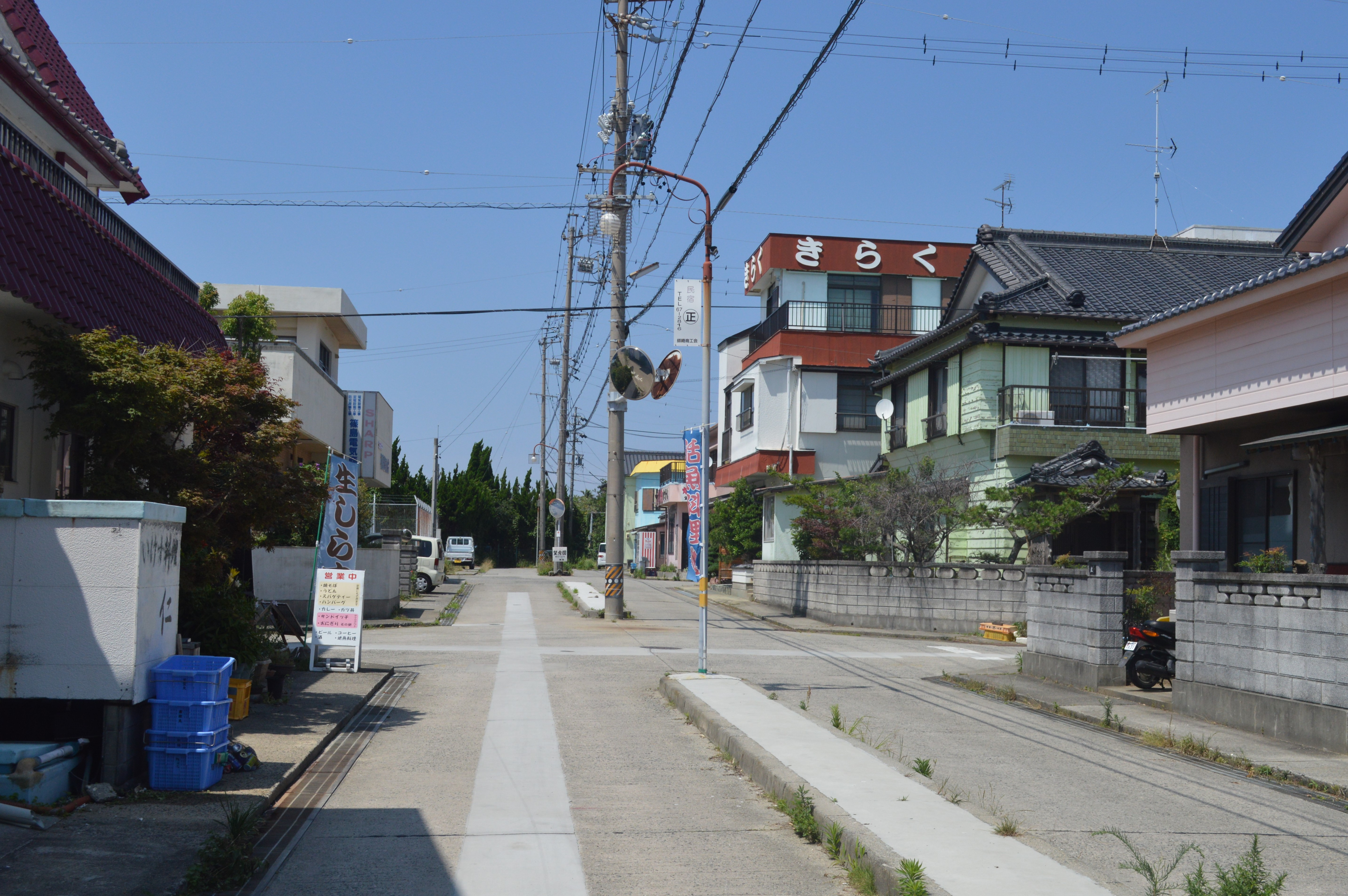
埋め立て造成地の「五万坪」
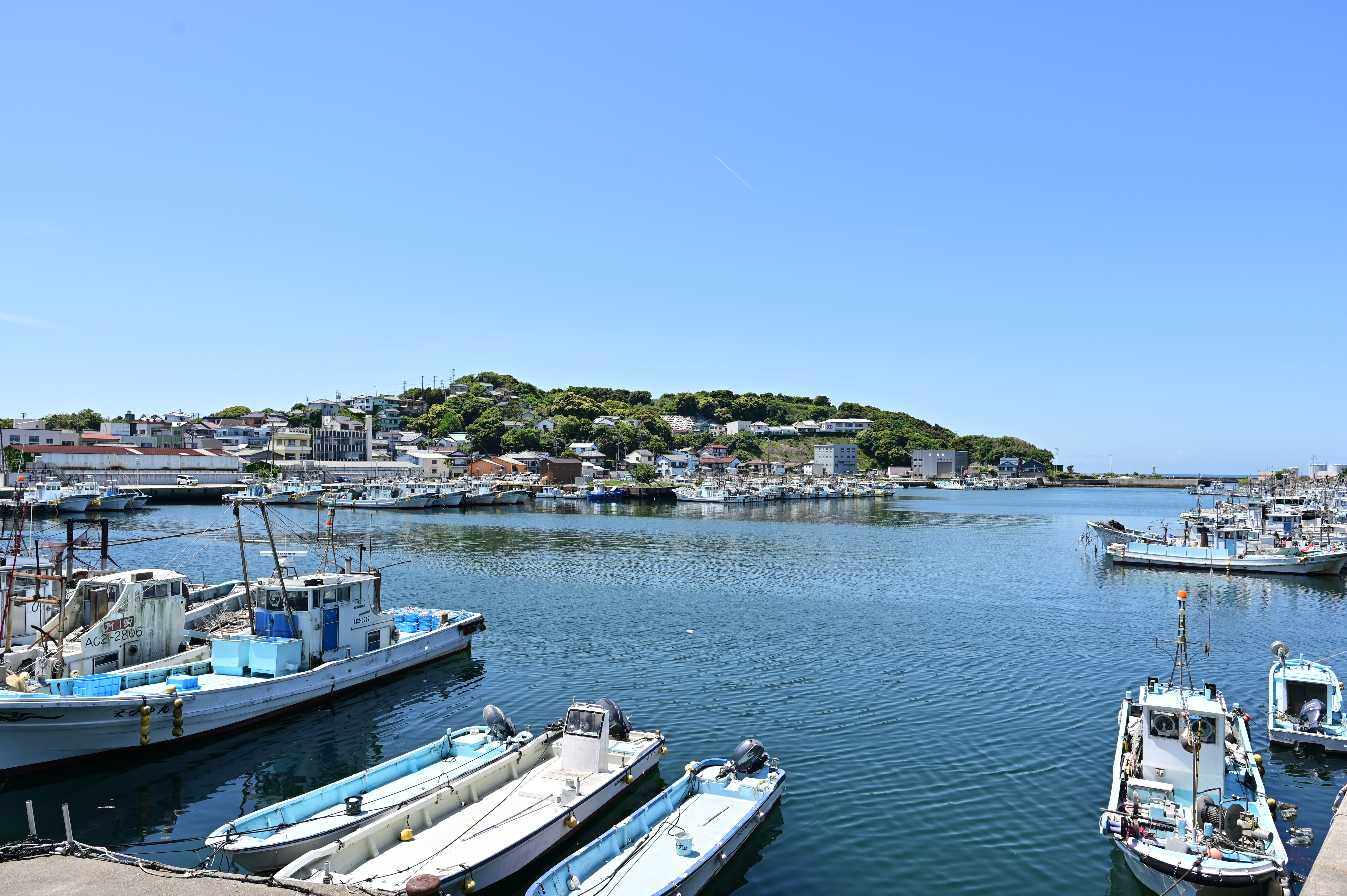
篠島漁港

### 属島
海によって隔てられている属島

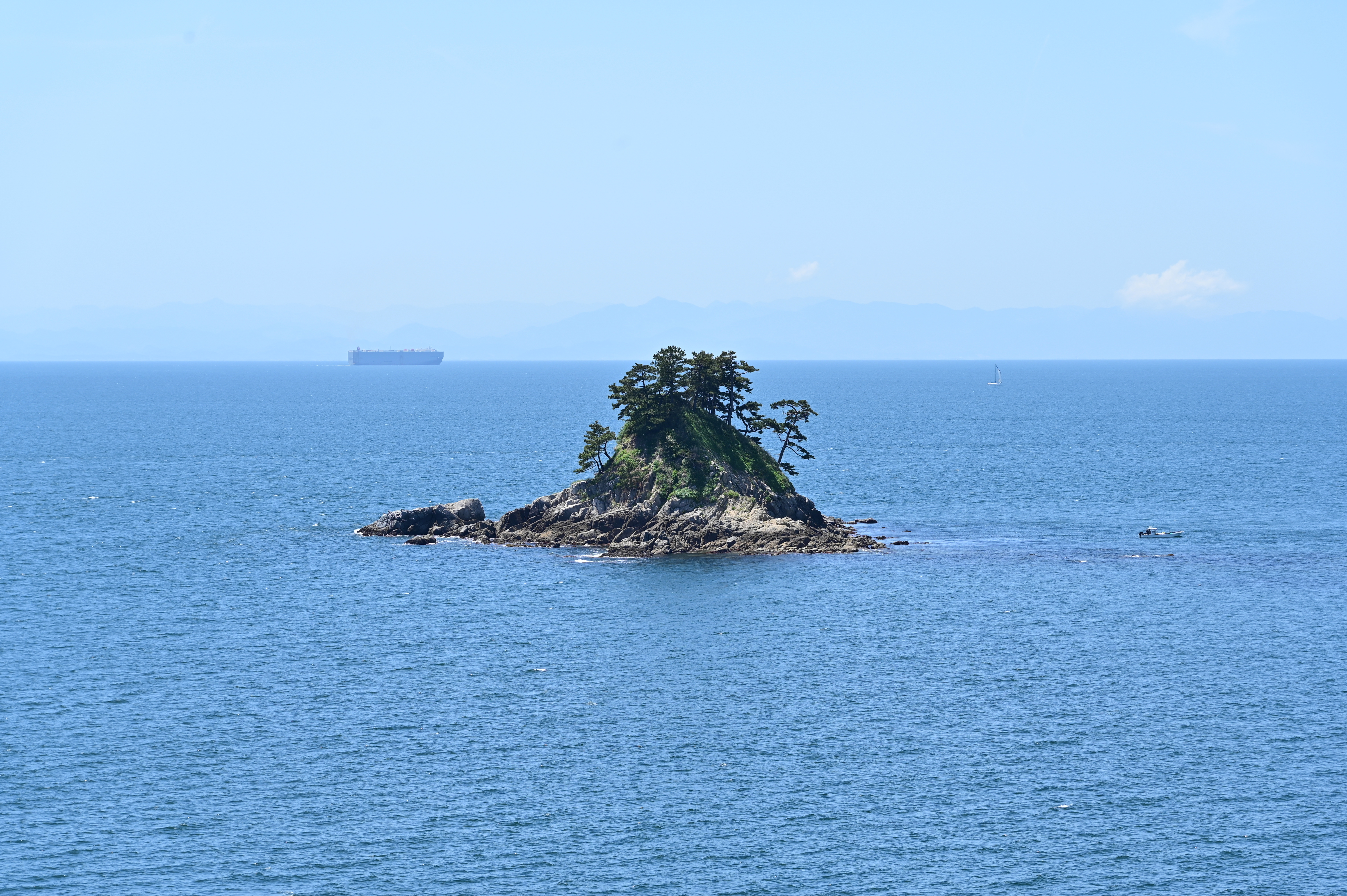
万葉の丘より松島を望む

- 木島、大磯島、築見島、野島、松島、戸亀島、平島

本島と陸続きになった属島
- 小磯島、中手島

小島が点在する篠島一帯は、その風光明媚な景観から「東海の松島」と呼ばれ、本島から西方の松島方向を見た際の景色が「日本の夕陽百選」に選出されている。島の周囲には木島、小磯島、大磯島、築見島、中手島、野島、松島、戸亀島、平島の計9の無人島が属島として存在したが、現代の埋め立て工事によって小磯島と中手島は篠島本島と陸続きとなった。かつて築見島は干潮時に篠島とひと続きだったとされており、小磯島・中手島・築見島の3島を浦磯3島という。中手島にはおんべ鯛の調製所があり、島自体を伊勢神宮が所有・管理している。
篠島の南0.8kmにある野島は面積0.03km2の無人島であり、篠島小学校がサバイバルキャンプなどに利用していたことがある。野島には篠島の属島では唯一、灯台（野島灯台）と社（野島神社）が設置されている。野島灯台は1957年（昭和32年）12月に初点火されたものであり、野島神社は7月の野島祭の際に信仰の対象となる。篠島の北西0.2kmにある木島は面積0.03km2、最高標高36mの無人島である。
1958年（昭和33年）に三河湾一帯が三河湾国定公園に指定されると、名古屋鉄道は篠島一帯を海上動物公園にする構想を示した。観光に加えて日本モンキーセンターの繁殖研究をも目的とし、木島にはカニクイザルが、築見島にはアヌビスヒヒが、野島にはニホンザルが放された。無人島の築見島には年間数千人の観光客が来島し、これらのサルは1974年（昭和49年）まで飼育された。

### 人口
江戸時代後期にまとめられた尾州徇行記による人口は584人であり、同史料で938人の日間賀島よりも少なかったが、1874年（明治7年）には1,006人、1891年（明治24年）には1,562人と、1世紀余りの間に人口が3倍近くに増加し、日間賀島の人口を上回った。その後も人口は増え続け、1950年（昭和25年）には過去最大値の3,785人を記録。その後は1960年（昭和35年）の国勢調査で3,403人、1970年（昭和45年）の調査で2,807人、1980年（昭和55年）の調査で2,576人、1990年（平成2年）の調査で2,352人、2000年（平成12年）の調査で2,039人、２010年（平成12年）の調査で1,763人と減少が続いている。2000年調査での高齢者人口比率は22.6%だったが、2010年調査では29.4%に大きく上昇した。2000年調査による人口密度は2,192人/km2であり、日間賀島（2,882人/km2）、池島（長崎県、2,641人/km2）に次いで日本の離島中第3位だった。
世帯数 / 人口
| 1792年（寛政4年）-1822年（文政5年）頃 |  | 家数130・人数584   | 尾州徇行記         |
| 1874年（明治7年）                     |  | 戸数267・人数1,006 | 南知多町           |
| 1891年（明治24年）                    |  | 戸数285・人数1,562 | 角川日本地名大事典 |
| 1930年（昭和5年）                     |  | 468世帯・2,374人   | 国勢調査           |
| 1950年（昭和25年）                    |  | 669世帯・3,785人   | 国勢調査           |
| 1970年（昭和45年）                    |  | 685世帯・2,807人   | 国勢調査           |
| 1990年（平成2年）                     |  | 655世帯・2,352人   | 国勢調査           |
| 2010年（平成22年）                    |  | 634世帯・1,763人   | 国勢調査           |
| 2015年（平成27年）                    |  | 622世帯・1,653人   | 国勢調査           |

### 気候
三河湾三島地域の気候は温暖であり、年平均気温は16度前後である。結氷や降霜は少なく、降雪はほとんどみられないが、冬季には強い季節風が吹く。1970年代の年平均降水量は1,310mmであり、2005年から2011年の平均が1,469mmだった南知多町の本土や愛知県の平均と比べてやや少ない。
| （参考）佐久島の気候           | （参考）佐久島の気候 | （参考）佐久島の気候 | （参考）佐久島の気候 | （参考）佐久島の気候 | （参考）佐久島の気候 | （参考）佐久島の気候 | （参考）佐久島の気候 | （参考）佐久島の気候 | （参考）佐久島の気候 | （参考）佐久島の気候 | （参考）佐久島の気候 | （参考）佐久島の気候 | （参考）佐久島の気候 |
| 月                             | 1月                  | 2月                  | 3月                  | 4月                  | 5月                  | 6月                  | 7月                  | 8月                  | 9月                  | 10月                 | 11月                 | 12月                 | 年                   |
| ------------------------------ | -------------------- | -------------------- | -------------------- | -------------------- | -------------------- | -------------------- | -------------------- | -------------------- | -------------------- | -------------------- | -------------------- | -------------------- | -------------------- |
| 平均最高気温 °C （°F）         | 10.1 (50.2)          | 10.4 (50.7)          | 12.8 (55)            | 17.8 (64)            | 21.0 (69.8)          | 24.6 (76.3)          | 27.9 (82.2)          | 29.4 (84.9)          | 26.8 (80.2)          | 22.4 (72.3)          | 17.5 (63.5)          | 12.4 (54.3)          | 19.5 (67.1)          |
| 日平均気温 °C （°F）           | 7.0 (44.6)           | 7.2 (45)             | 9.6 (49.3)           | 14.7 (58.5)          | 18.7 (65.7)          | 22.6 (72.7)          | 26.0 (78.8)          | 27.4 (81.3)          | 24.4 (75.9)          | 19.6 (67.3)          | 14.4 (57.9)          | 9.1 (48.4)           | 16.8 (62.2)          |
| 平均最低気温 °C （°F）         | 4.3 (39.7)           | 4.4 (39.9)           | 6.6 (43.9)           | 12.3 (54.1)          | 16.6 (61.9)          | 21.1 (70)            | 24.7 (76.5)          | 25.9 (78.6)          | 22.4 (72.3)          | 17.1 (62.8)          | 11.5 (52.7)          | 6.3 (43.3)           | 14.5 (58.1)          |
| 降水量 mm （inch）             | 52 (2.05)            | 65 (2.56)            | 84 (3.31)            | 121 (4.76)           | 145 (5.71)           | 135 (5.31)           | 136 (5.35)           | 100 (3.94)           | 197 (7.76)           | 151 (5.94)           | 67 (2.64)            | 42 (1.65)            | 1,310 (51.57)        |
| 出典：名古屋大学空電研究所資料 |                      |                      |                      |                      |                      |                      |                      |                      |                      |                      |                      |                      |                      |

| （参考）南知多町の気候 | （参考）南知多町の気候 | （参考）南知多町の気候 | （参考）南知多町の気候 | （参考）南知多町の気候 | （参考）南知多町の気候 | （参考）南知多町の気候 | （参考）南知多町の気候 | （参考）南知多町の気候 | （参考）南知多町の気候 | （参考）南知多町の気候 | （参考）南知多町の気候 | （参考）南知多町の気候 | （参考）南知多町の気候 |
| 月                     | 1月                    | 2月                    | 3月                    | 4月                    | 5月                    | 6月                    | 7月                    | 8月                    | 9月                    | 10月                   | 11月                   | 12月                   | 年                     |
| ---------------------- | ---------------------- | ---------------------- | ---------------------- | ---------------------- | ---------------------- | ---------------------- | ---------------------- | ---------------------- | ---------------------- | ---------------------- | ---------------------- | ---------------------- | ---------------------- |
| 日平均気温 °C （°F）   | 4.1 (39.4)             | 6.6 (43.9)             | 7.4 (45.3)             | 13.0 (55.4)            | 18.3 (64.9)            | 22.9 (73.2)            | 26.6 (79.9)            | 27.6 (81.7)            | 24.7 (76.5)            | 18.7 (65.7)            | 14.4 (57.9)            | 7.8 (46)               | 16.0 (60.8)            |
| 降水量 mm （inch）     | 38 (1.5)               | 81 (3.19)              | 103 (4.06)             | 124 (4.88)             | 184 (7.24)             | 179 (7.05)             | 191 (7.52)             | 84 (3.31)              | 177 (6.97)             | 169 (6.65)             | 70 (2.76)              | 70 (2.76)              | 1,469 (57.83)          |
| 出典：名古屋地方気象台 |                        |                        |                        |                        |                        |                        |                        |                        |                        |                        |                        |                        |                        |

## 歴史

### 古代・中世
神明神社からは縄文後期の貝塚が発見され、木島には弥生時代の遺跡がある。古墳も多数発見されており、鯨浜・神戸には弥生後期の古墳が、妙見斎跡には横穴式石室古墳がある。万葉集巻七には「夢のみに 継ぎて見えつつ 小竹島（しのじま）の 磯越す波の しくしく思ほゆ」と詠まれているが、「小竹島」は篠島に比定されており、塩見の丘に歌碑が建てられている。また、奈良県の平城宮からは「参河国播豆郡篠嶋海部供奉五月料御贄佐米楚割六斤」と書かれた木簡が出土しており、奈良時代からサメ・タイ・スズキ・赤魚などの楚割（すわやり、魚介類の保存食）を献上していた。

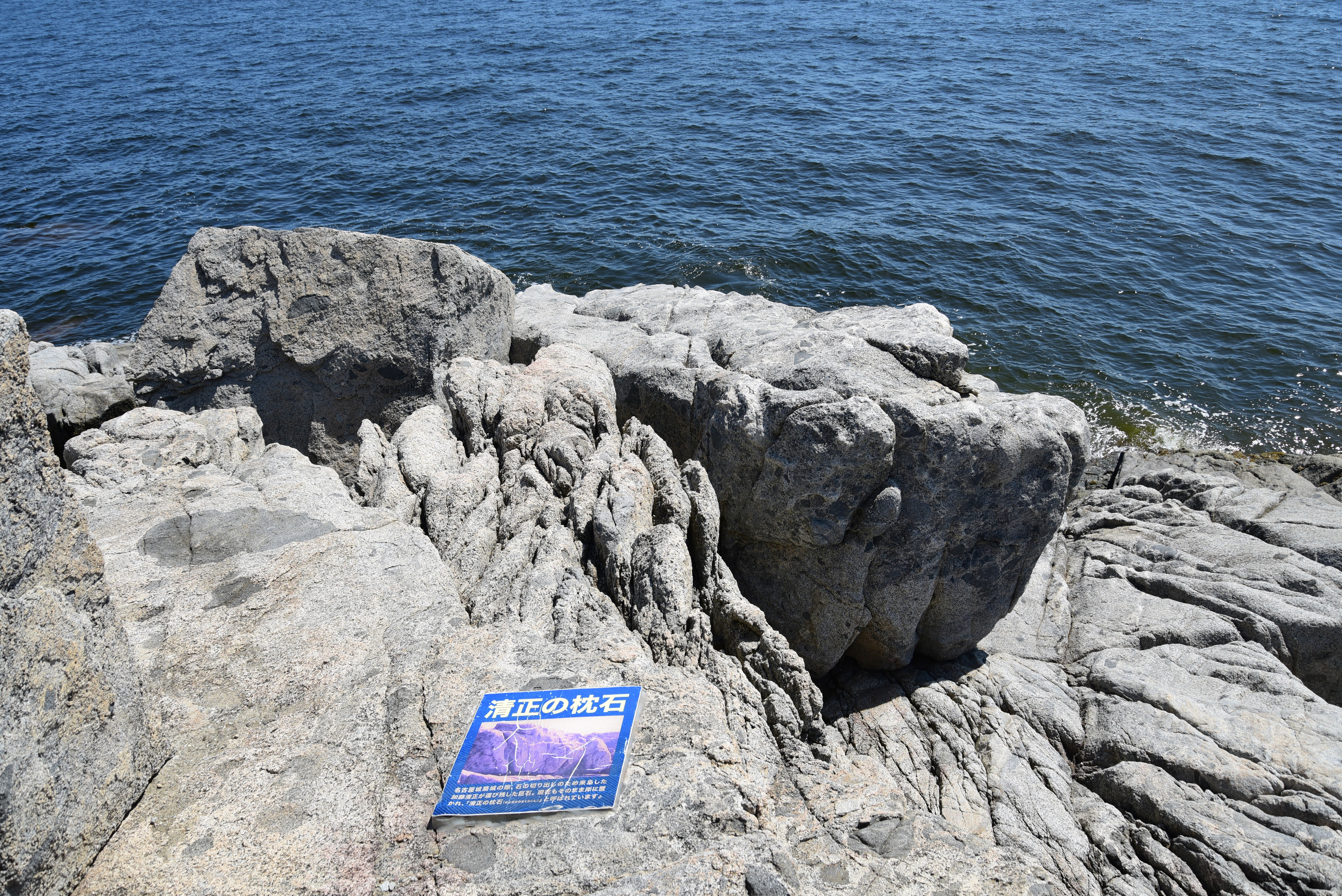
清正の枕石

篠島は伊勢国・志摩国と東国を結ぶ海上交通の要衝であり、南北朝時代の延元3年（1338年）には南朝の後醍醐天皇の皇子義良親王（後の後村上天皇）が東国に向かう途中、難破して当地に漂着した。親王は篠島城を住居として6-7ヶ月滞在した後、迎えとともに吉野に帰還した。これを物語るものとして、親王の飲料水を確保するために掘られたとされる「帝井」（みかどい）が存在する。奈良時代には三河国幡豆郡に属したが、鎌倉時代には志摩国答志郡、室町時代には伊勢国度会郡の所属となり、慶長元年（1596年）に尾張国所属で落ち着いた。篠島からは頑丈で良質な岩が取れるため、加藤清正は名古屋城築城の際に篠島から石を切り出し、愛知県立内海高校篠島分校跡近くに名残（清正の枕石）が残っている。

### 近世・近代

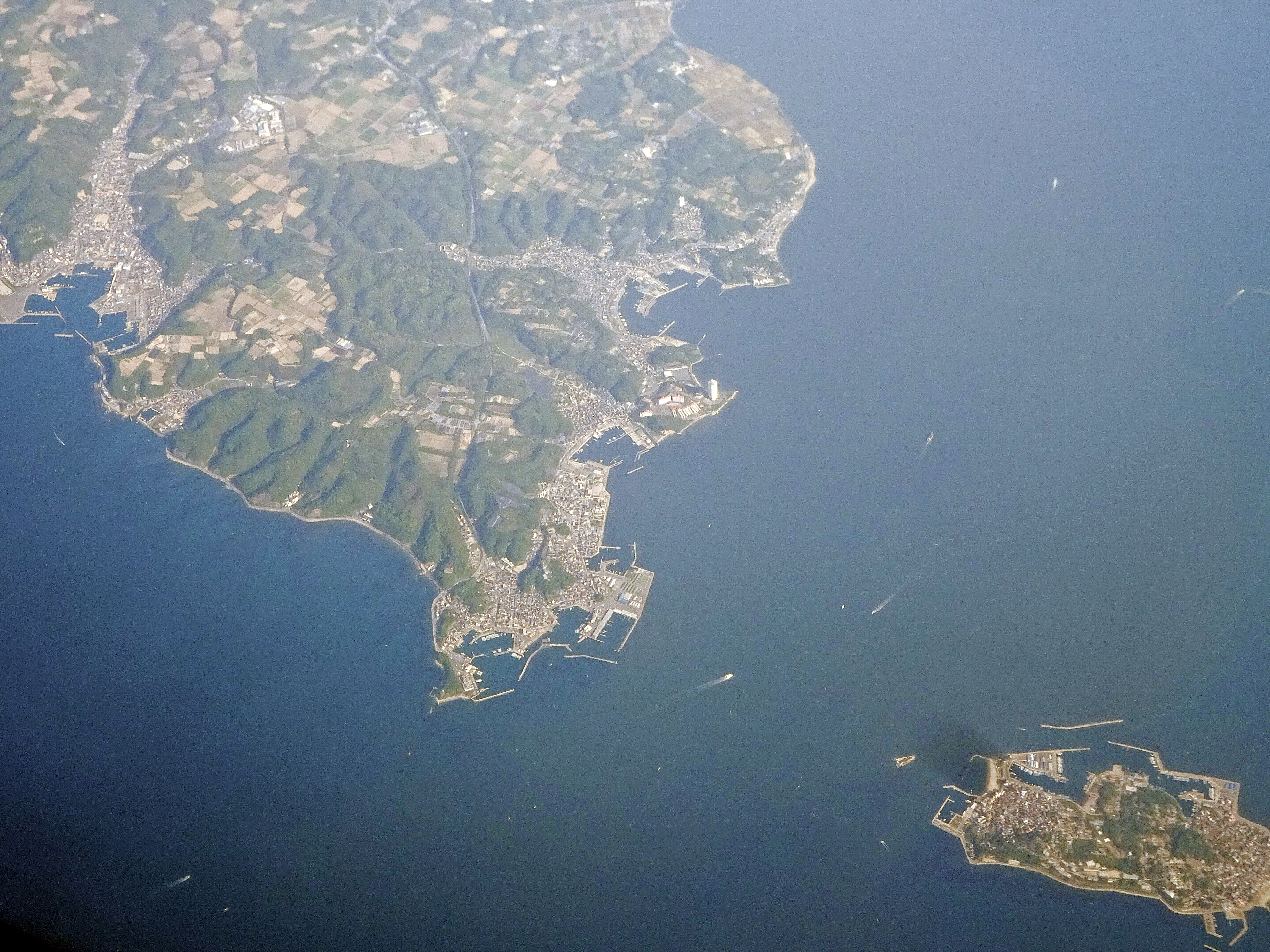
知多半島師崎と篠島を空撮（2023年）

慶長元年（1596年）には徳川家康が悪天候のために篠島で足止めされたが、板谷金兵衛が吉田（現豊橋市）まで無事に送り届け、その報償として駿河・遠江・三河・尾張・伊勢・志摩・紀伊の計7ヶ国における漁業権、渥美半島の外浜と西浜の営業権（総称して「金べさのお墨付き」）を得たという伝承が残っている。江戸時代には尾張藩の流刑地であり、数十人が篠島に流された。江戸時代には漁業とともに海運業を営む島民が多かった。
明治時代になると沿岸漁業・近海漁業が盛んとなった。1876年（明治9年）には本土の師崎村や日間賀島村と合併して鴻崎村（こうざきむら）となったが、1881年（明治14年）に再び三村に分離して単独で篠島村となった。1889年（明治22年）に町村制が施行されると、知多郡篠島村として村制を敷いた。1900年（明治33年）、愛知県立水産試験場が一色町から篠島に移転。1933年（昭和8年）には篠島港が完成し、1934年（昭和9年）には海底市外電話が敷設され、1947年（昭和22年）には海底送電ケーブルで知多半島からの送電が開始された。1940年代半ばには付近を立て続けに大地震（東南海地震、三河地震、南海地震）が襲ったのだが、もっとも篠島に印象を与えたという三河地震でも家屋の倒壊はなかったようである。

### 現代
1953年（昭和28年）の台風13号、1959年（昭和34年）の伊勢湾台風では篠島も甚大な被害を受けた。1957年（昭和32年）には離島振興法の第7次指定地域となり、日間賀島・佐久島とともに「愛知三島」という指定地域名が付けられた。1961年（昭和36年）6月1日、内海町・豊浜町・師崎町の本土3町と篠島村・日間賀島村の離島2村が合併して南知多町となった。かつては水不足に悩まされたが、1973年（昭和48年）に齋藤進らによって本土の愛知用水から日間賀島・篠島まで海底水道が伸び、真水を必要とするノリ養殖業が盛んとなるとともに、民宿が増加して観光地化が進んだ。1973年時点の面積は0.68km2だったが、1974年（昭和49年）から島北部で本島と属島ふたつ（中手島・小磯島）を繋ぐ0.17km2の埋め立て工事が行われ、1977年（昭和52年）には0.93km2まで拡大した。埋立地一帯は魚介類が豊富な漁場だったが、島の総面積の25%にも相当する埋立地造成計画は大きな反対もなく進められ、造成地には旧来からの一等地よりも高値がついた。
1958年（昭和33年）4月には三河湾国定公園に指定され、1991年（平成3年）には三河湾地域リゾート整備構想の重点整備地区に指定されている。いわゆる平成の大合併の際には南知多町・美浜町の任意合併協議会が設置されたが、南セントレア市という新市名候補に両町の住民が拒否反応を示して合併自体が不成立となった。現在の電気・水道・電話の普及率は100%であり、2002年（平成14年）からし尿と廃棄物の処理は知多半島で行っている。2011年（平成23年）9月から12月にかけて、愛知県は三河湾三島で「あいちの離島80日間チャレンジ」という離島観光振興キャンペーンを行った。篠島には34歳の女性フリーライターが80日間滞在し、漁師をメインに据えたPR雑誌の制作などの活動を行った。2012年（平成24年）10月には佐久島に滞在していた女性イラストレーターが3島それぞれのゆるキャラのデザインを担当し、篠島特産のシラスをモチーフにした「しらっぴーな」がお披露目された。

### 行政区画の変遷
三河湾の有人島3島の行政区画の変遷
| 郡     | 明治22年以前 | 明治22年-昭和28年 | 昭和29年-昭和35年   | 昭和36年-平成22年     | 平成23年-現在         |
| 知多郡 | 日間賀島村   | 日間賀島村        | 日間賀島村          | 昭和36年合併 南知多町 | 昭和36年合併 南知多町 |
| 知多郡 | 篠島村       | 篠島村            | 篠島村              | 昭和36年合併 南知多町 | 昭和36年合併 南知多町 |
| 幡豆郡 | 佐久島村     | 佐久島村          | 昭和29年合併 一色町 | 昭和29年合併 一色町   | 平成23年合併 西尾市   |

## 交通

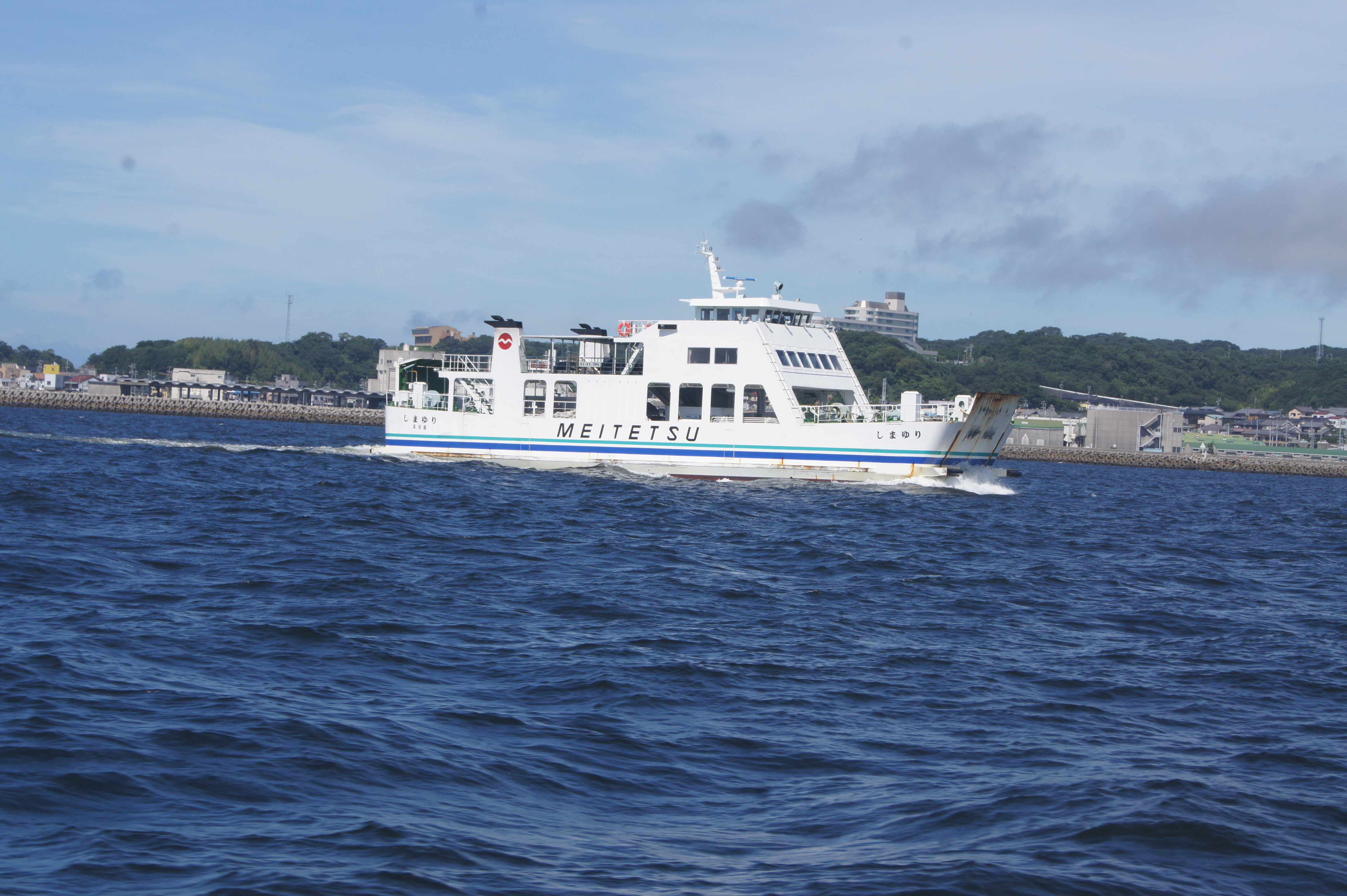
小型フェリー「しまゆり」

島外との定期航路の運航が開始されたのは1893年（明治28年）である。

### 島外との交通
- 名鉄海上観光船

■高速船 師崎 - 篠島 - 日間賀島 - 師崎（1日36便）
■高速船 河和 - 日間賀島 - 篠島 - 伊良湖（1日11往復、8往復は篠島止）
■カーフェリー 師崎 - 篠島（1日6往復）
名鉄海上観光船が知多半島や渥美半島と篠島港の間に高速船とカーフェリーを運航している。南知多町の師崎港と日間賀島東港・日間賀島西港・篠島港を結ぶ定期高速船は「師崎-篠島-日間賀島-師崎」の順に巡り、師崎港から篠島港まで約10分である。2012年（平成24年）4月1日のダイヤ改正後、始発便は師崎を6時台に出港し、最終便は篠島を19時台に出港する。美浜町の河和港と日間賀島西港・日間賀島東港・篠島港・伊良湖港を結ぶ定期高速船は、河和港から篠島港まで約30分である。2012年4月1日のダイヤ改正後、始発便は河和を7時台に出港し、最終便は篠島を17時台に出港する。いずれの路線も日間賀島までは約5分である。師崎港と篠島港を結ぶ定期カーフェリーは、師崎港から篠島港まで約20分である。2012年4月1日のダイヤ改正後、始発便は師崎を8時台に出港し、最終便は篠島を17時台に出港する。同じ三河湾にある佐久島との間には定期航路が存在しないが、海上タクシーなどで行き来することができる。

### 島内交通
島内の道路はすべて市町村道（南知多町道）であり、道路舗装率は83.5%と愛知県平均(87.1%)と同等である。外周道路以外は幅員が狭く、四輪車の通行が禁止されている。島内に定期バス路線は存在しないが、三河湾三島で唯一乗合タクシーが運行されている。2011年（平成23年）時点で島内に1,354台の車両があるが、このうち716台は軽トラックなどの軽自動車、691台は原動機付自転車である。多くの島民は軽トラック以外の自動車を本土に所有しており、定期船の本土側寄港地である師崎には篠島住民の車が150-200台も駐車してあるという。
日間賀島と同様に、ヤマト運輸はトラックをカーフェリーに載せて篠島に渡り、そこで集配を行っている（島内では外周道路以外は原動機付自転車に荷物を積み替える）。
1978年（昭和53年）12月時点で、四輪車の保有台数は約80台（その大半が軽自動車）、二輪車の保有台数は約120台で、また島内は狭い道路ばかりでスピードが出せないことから、島内では同年12月16日に初の交通死亡事故が発生するまで、交通死亡事故が1件も発生していなかった。

## 経済

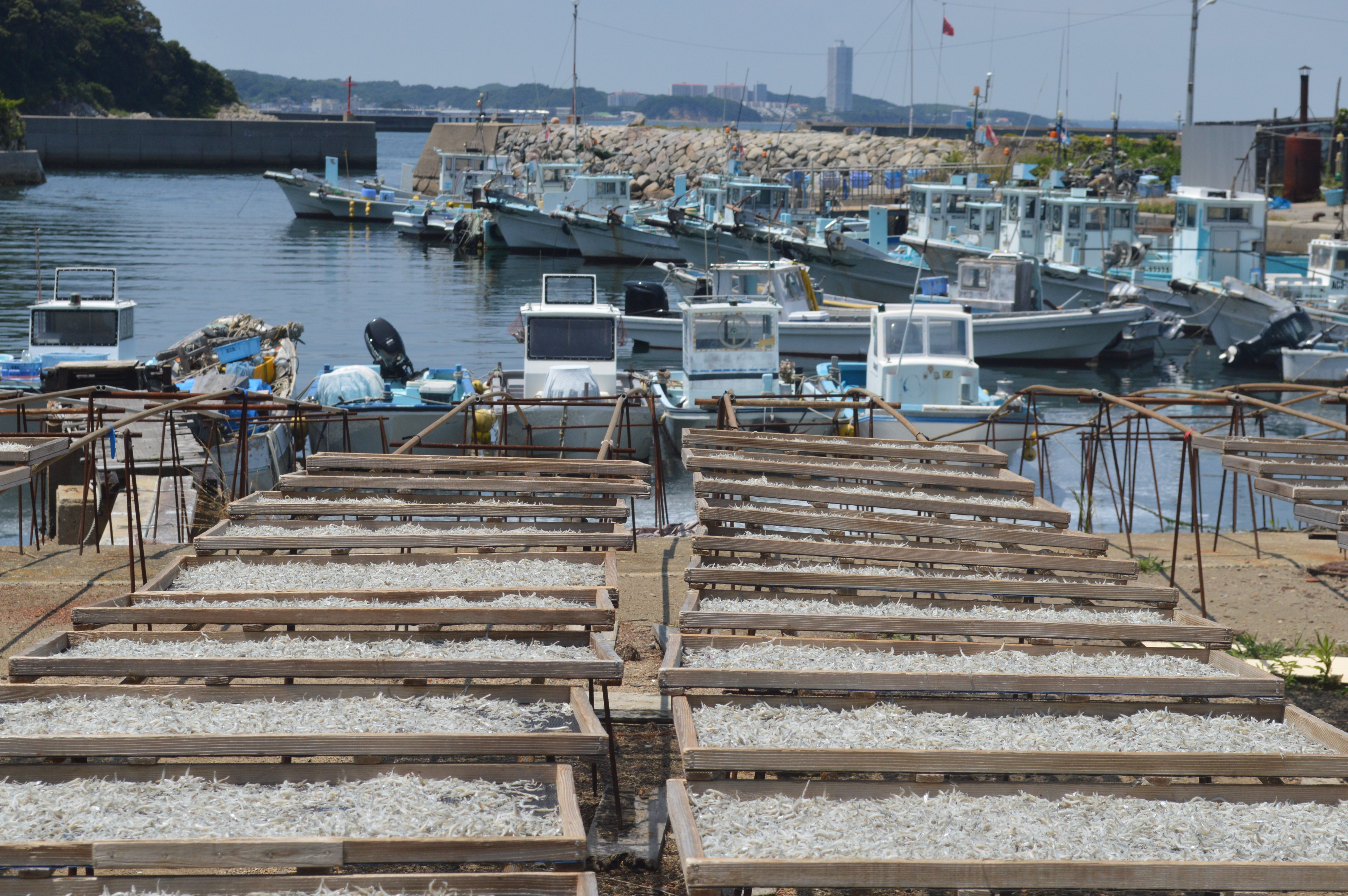
篠島漁港におけるシラス干し

### 水産業
経済の中心は水産業と観光業であり、水産業は漁船漁業が主体であるが、ノリ、アワビ、ワカメなど冬場の養殖漁業、水産加工業も盛んである。漁船漁業では4月から12月のシラス漁や、3月から5月のイカナゴ漁が盛んであり、漁業者の約6割がシラス漁に従事しているとされる。愛知県のシラスの漁獲量は全国でも有数であり、篠島の漁獲量は多い年で約5,000トンといわれる。
1955年（昭和30年）には人口3,230人に対して2,069人の漁業従事者がおり、人口比は64%にも及んだが、漁獲量は減少傾向にあり、観光業の比重が高まっている。フグの産地としては玄界灘（下関）が有名だが、2001年（平成13年）から2003年までは（平成15年）までは愛知県がトラフグの漁獲量で全国トップだった。2005年（平成17年）には愛知県のトラフグの総漁獲量の2/3を南知多町が占め、近年には日間賀島とともにフグの産地としての篠島の認知度が高まっている。

### 観光業

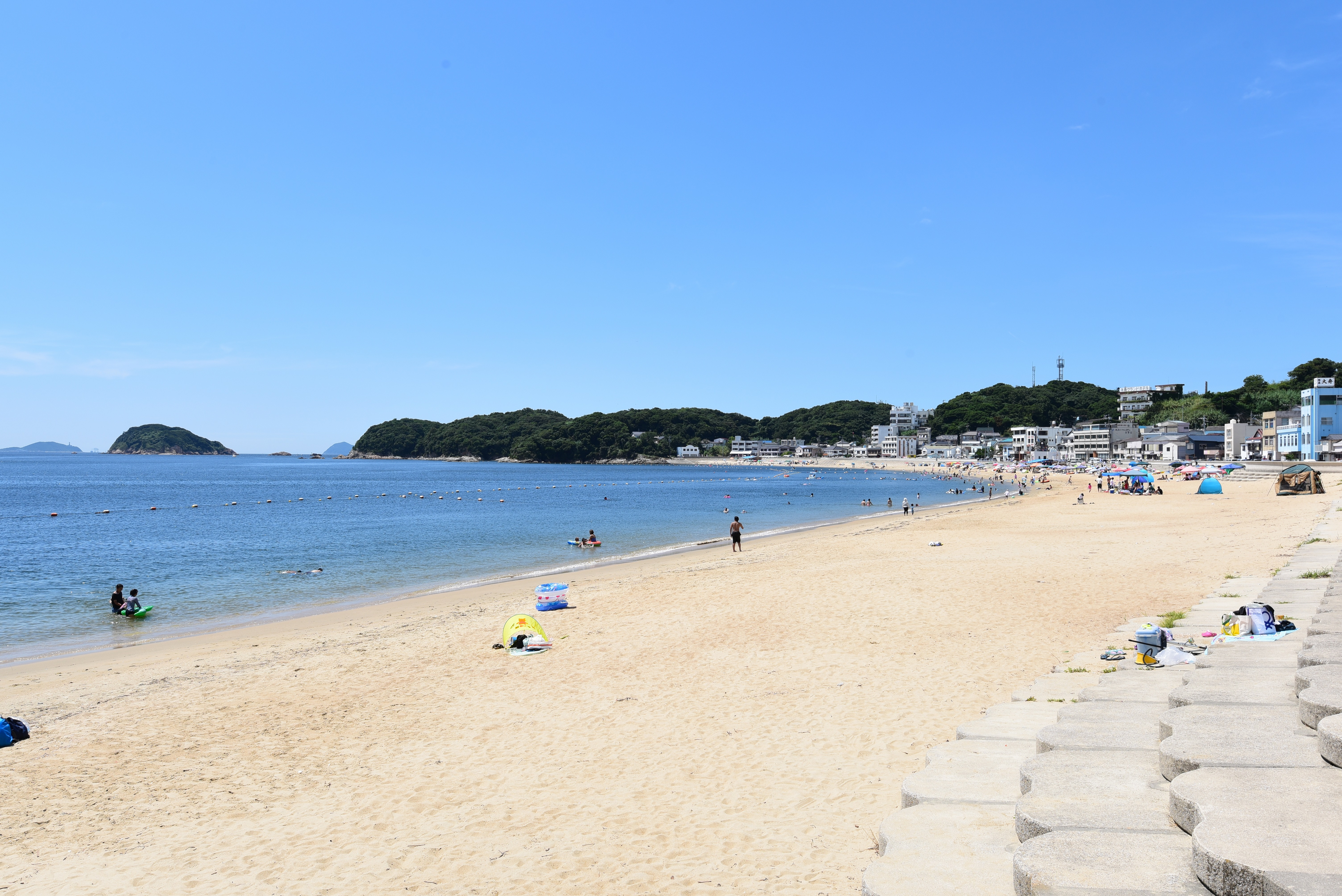
サンサンビーチ

1995年（平成7年）に篠島を訪れた観光客数は約335,000人であり、日間賀島とほぼ等しかったが、2006年（平成18年）観光客は約236,000人であり、日間賀島よりも観光客の減少が著しかった。2011年（平成23年）の観光客数は約207,000人であり、日間賀島と同じく観光客数は減少傾向にある。2011年の内訳は海水浴客が約10,000人、釣り客が約96,000人、その他が約101,000人であり、観光客の約半数が釣り目的で篠島を訪れている。

### その他産業
篠島漁港近くには3軒の造船所がある。篠島で造られた船の船首には独特の唐草模様が描かれ、他所で造られた船と区別されている。
島内にはいくらかの畑地があるが、水田は存在しない。戦前には主に渥美半島や一色から野菜が、知多半島から米が篠島に運ばれた。昭和30年代には野菜船/八百屋船などと呼ばれる船が一色から運航され、放置される畑も多くなった。

## 教育

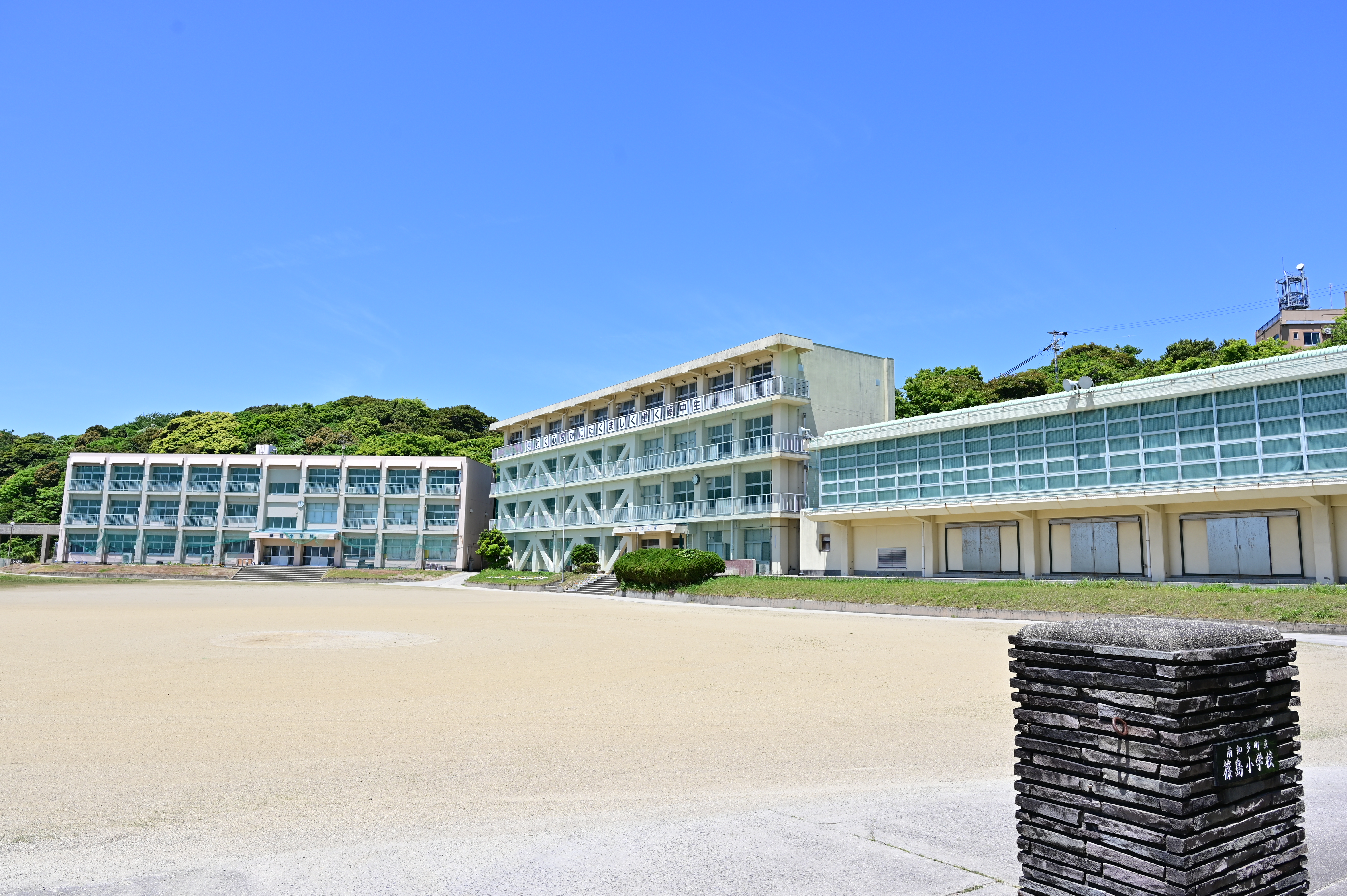
篠島小学校・篠島中学校

### 小中学校
1873年（明治6年）には龍門学校が開校し、1874年（明治7年）には篠島小学校と改称した。小学校令公布後の1887年（明治20年）に篠島学校が設置され、1892年（明治25年）に篠島尋常小学校と改称。1908年（明治41年）に篠島尋常高等小学校と改称し、1941年（昭和16年）には篠島国民学校と改称し、1947年（昭和22年）に篠島村立篠島小学校と改称。同年には篠島中学校を新設し、篠島中学校は1953年（昭和28年）に島南西部に移転した。篠島小学校は島北東部にある松寿寺脇の高台、篠島中学校は島南西部の高台に校地を持っていたが、後述する内海高校篠島分校の閉校後の2006年（平成18年）、篠島小学校が高校分校跡に移転して53年ぶりに小中学校の校舎が隣接した。

### 高校の学区
愛知県は高校の学区制を敷いており、南知多町に属する篠島から進学可能な高校は、本来ならば尾張学区の高校に限られるが、愛知県下全域の普通科高校に進学可能な特例が設けられている。1980年（昭和55年）には愛知県立内海高校篠島分校が設置されたが、生徒減少により2004年（平成16年）に閉校となった。なお、日間賀島にあった内海高校日間賀島分校も2001年（平成13年）に閉校となっており、現在は三河湾三島内に高校は設置されていない。

## 社寺と祭礼

### 社寺
伊勢神宮の式年遷宮の翌年、神明神社と八王子社は伊勢神宮の古材を用いて20年ごとに遷宮を行う。神明神社は宝亀5年（771年）に伊勢神宮から下賜された建材で造られたのが起源とされる神社であり、八王子社は造船や海上守護の神として祀られている神社である。
正法禅寺は正平2年（1347年）に創建された曹洞宗の寺院であり、知多四国霊場の38番札所である。西方寺は永正13年（1516年）に伊勢神宮の御古材で建立された浄土宗の寺院であり、松寿寺は正法禅寺同様に曹洞宗の寺院である。医徳院は薬師如来を本尊とする真言宗の寺院であり、知多四国霊場の39番札所である。建暦2年（1212年）に神宮寺として建立され、寛正元年（1460年）に寺号を医徳院に改めた。天正10年（1582年）の本能寺の変後に徳川家康が岡崎に帰還する際、篠島に上陸して医徳院で一晩を過ごした。延享元年（1744年）の改修の際には伊勢神宮から用材を下賜された。

### 祭礼
毎年1月の「正月祭礼」（大名行列）、7月の「祇園祭・野島祭」、10月の「おんべ鯛奉納祭」が篠島における三大祭礼である。
毎年1月3日・4日には正月祭礼（大名行列）が行われ、多くのアマチュアカメラマンが篠島を訪れる。八王子社に祀られている男性神オジンジキサマが神明神社に祀られている女性神の元に向かい、一夜を過ごしてから八王子社に帰る祭礼である。3日昼には扮装した厄男が隊列（大名行列）を組み、掛け声とともに舞を舞う。18時にはオジンジキサマのオワタリが始まるが、この神事を目にすると祟りがあるとされており、電力会社の協力で島中の通電を遮断し、観光客であってもオワタリの様子を見ることは禁じられている。神職がオジンジキサマを八王子社から神明神社に運び、神明神社への到着に合わせて太鼓が打ち鳴らされると、家にこもっていた島民が先を争って神明神社に参拝に向かう。4日の昼が近付くと再び扮装した厄男による舞が行われ、13時頃には神職に支えられたオジンジキサマが舞を舞う。厄男はオタナギサマに厄を移して海に流し、オジンジキサマは再び八王子社の本殿に納められる。
祇園祭と野島祭は別々の起源を持つ祭礼だが、現在は7月第2土曜日・日曜日に続けて開催されている。土曜日の祇園祭では大漁を祈願する祈祷、餅投げ、花火大会などが行われ、日曜日の野島祭では海上安全を祈願する野島神社参拝、船団パレードなどが行われる。

#### おんべ鯛奉納祭
| 干鯛の奉納数 | 干鯛の奉納数  | 干鯛の奉納数  | 干鯛の奉納数 | 干鯛の奉納数 |
|              | 1尺5寸 (45cm) | 1尺2寸 (36cm) | 7寸 (21cm)   | 計           |
| ------------ | ------------- | ------------- | ------------ | ------------ |
| 6月          | 28匹          | 50匹          | 110匹        | 188匹        |
| 10月（本祭） | -             | 50匹          | 110匹        | 160匹        |
| 12月         | -             | 50匹          | 110匹        | 160匹        |

毎年6月・10月・12月の3回、伊勢湾対岸の伊勢神宮内宮に干鯛（御幣鯛、おんべだい）を奉納する「おんべ鯛奉納祭」が行われており、伊勢神宮の三節祭（6月の月次祭、10月の神嘗祭、12月の月次祭）には篠島から奉納された干鯛が神饌として供えられる。1871年（明治4年）に神宮制度が改正されて以降、伊勢以外の各地から献進されている魚介類は篠島の干鯛と鳥羽市国崎町のアワビのみである。このように伊勢神宮と篠島は特別な関係にあることから、かつて伊勢参りは最後に篠島を訪れて完結するとされた。

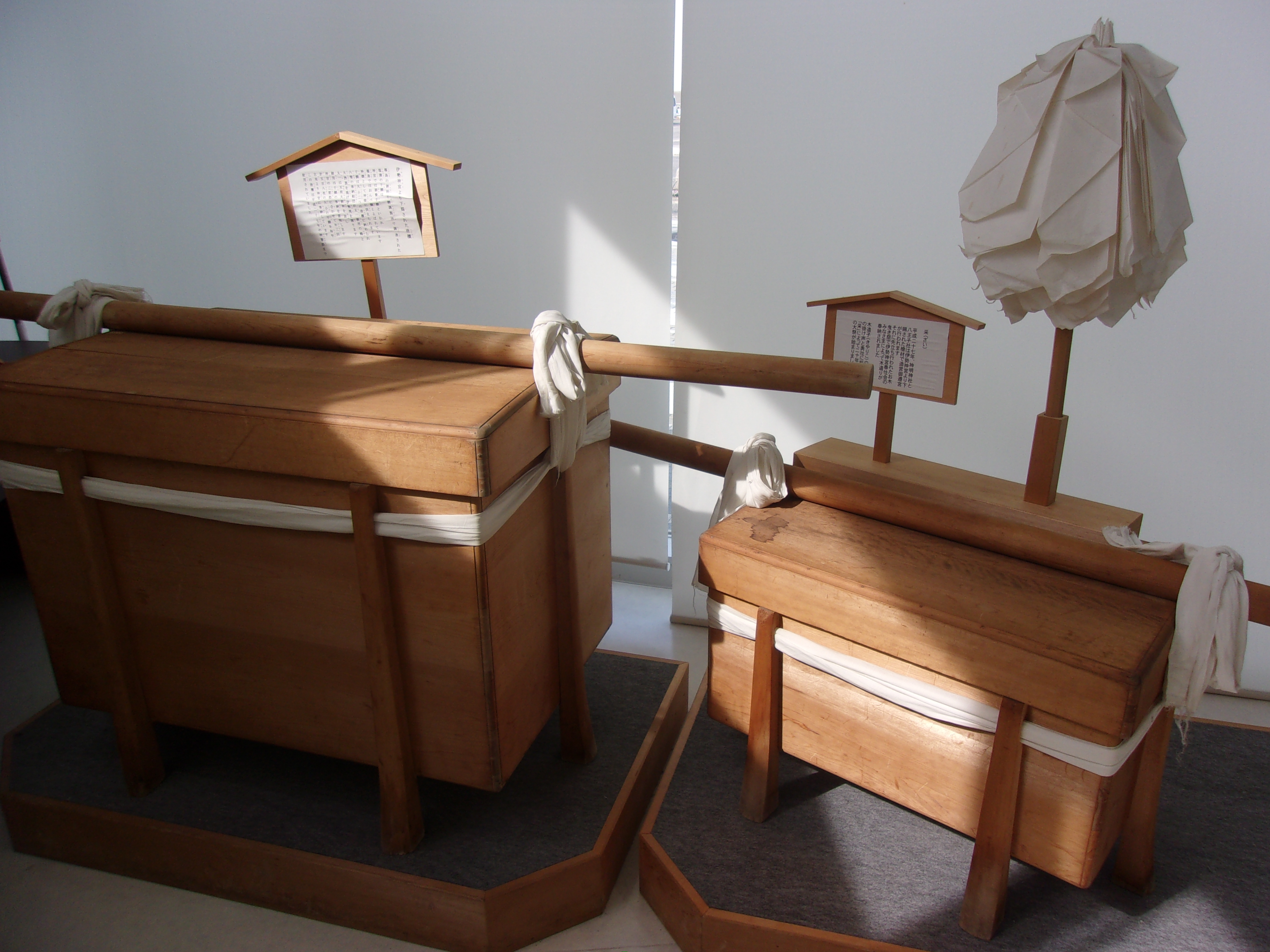
御幣鯛を収める木箱

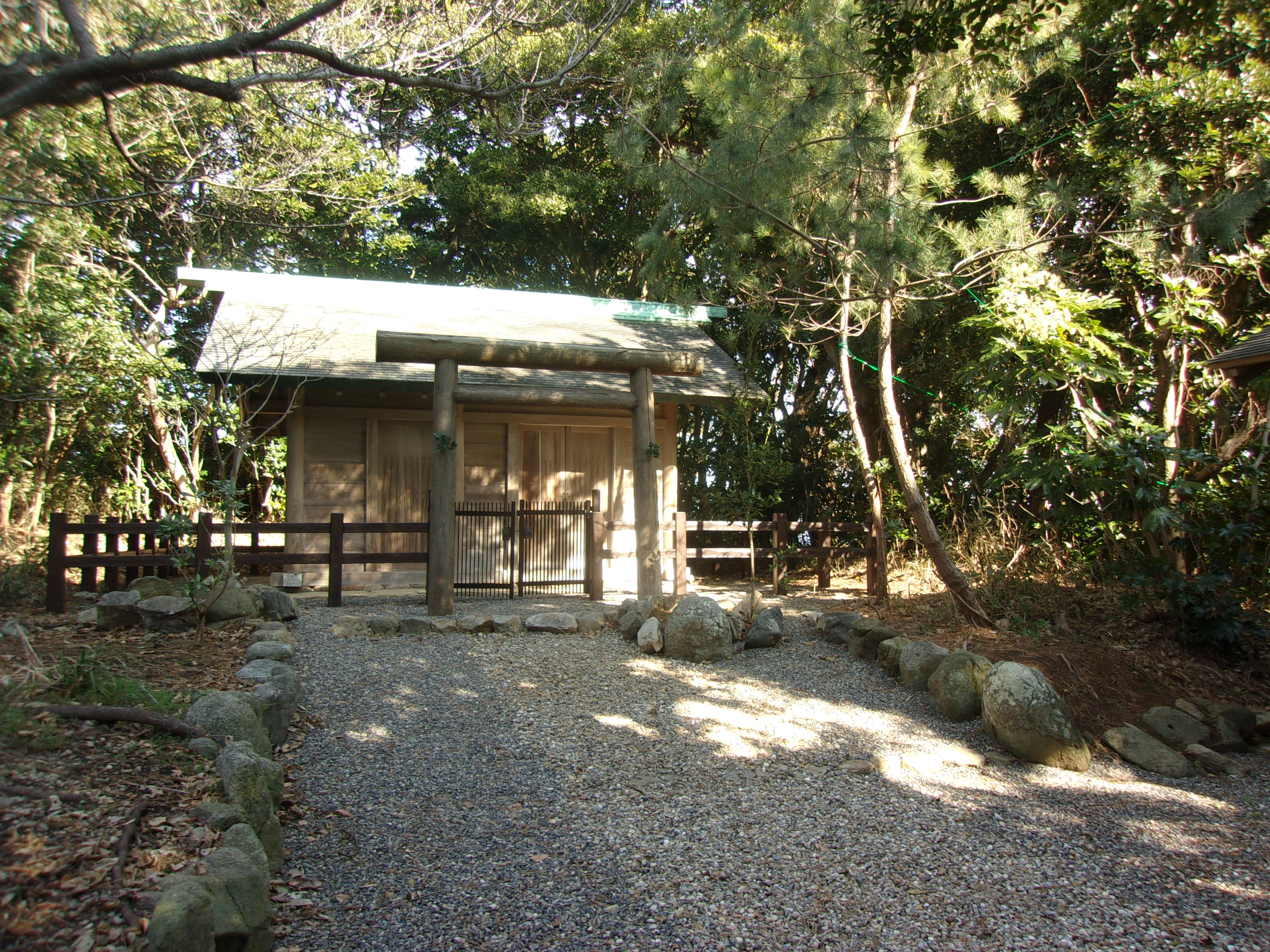
中手島の御幣鯛調製所

奉納する干鯛のサイズと数量はあらかじめ決まっており、6月には1尺5寸（約45cm）の鯛を28匹・1尺2寸（約36cm）の鯛を50匹・7寸（約21cm）の鯛を110匹奉納し、10月には1尺2寸の鯛を50匹・7寸の鯛を110匹奉納し、12月には1尺2寸の鯛を50匹・7寸の鯛を110匹奉納する。鯛や塩は篠島で調達するが、包丁、竹のささら、竹籠などは伊勢神宮から下賜されたものを使用する。調製の際には白装束をまとい、伊勢神宮から贈られた包丁を用いる。鯛の身を開いた後、7日から10日程、塩漬けにして天日で干す。神宮司庁から篠島漁港に時価で代金が支払われ、調製を行うのは漁港の職員である。
干鯛奉納の起源は定かではないが、ヤマトヒメノミコトが伊勢湾各地を巡幸した際に篠島に立ち寄り、御贄所（おにえどころ）と定めたことが由来とされる。建久3年（1192年）に編まれた『皇大神宮年中行事』には、篠島から神宮御料の干鯛42匹が献進されたことが記されており、鎌倉時代に干鯛を納めていたのは篠島だけだった。室町時代の延徳年間には奉納が一時中絶したが、すぐに復活。江戸時代末期までは年間約500匹の干鯛を一度に奉納していたが、慶応元年（1865年）からは年3回に分けて奉納している。干鯛を納めた唐櫃をその年の新造船に乗せ、「太一御用」と書かれた旗を揚げて航行するとすべての船が航路を譲ったという。伊勢の河崎港からは露払いをして進み、大名行列さえ下馬したとされる。
かつては神明神社の境内で干鯛の調製を行っていたが、現在は中手島で調製を行っている。中手島は1936年（昭和11年）に篠島から伊勢神宮に譲渡されており、現在でも伊勢神宮が所有している。1998年（平成10年）には再びおんべ鯛船で奉納を行うようになり、「太一御用」の旗と大漁旗を掲げた6隻が伊勢湾を渡り、神社港からは自動車で干鯛を輸送している。2013年（平成25年）は式年遷宮があったため、干鯛奉納は通常の10月ではなく9月に行われた。

## その他
1912年（大正元年）8月には歌人の会津八一が篠島を訪れており、「篠島をおもふ」と題した2首を詠んでいる。1939年（昭和14年）4月には俳人の種田山頭火が篠島を訪れて8句を詠んでいる。小磯島には八一の、篠島本島には山頭火の歌碑・句碑が建てられている。1881年（明治14年）生まれの八一と1882年（明治15年）生まれの山頭火は1歳違いであり、ともに東京専門学校/早稲田大学で学んだという共通点がある。
1979年（昭和54年）7月26日から7月27日にかけて、シンガーソングライターの吉田拓郎が篠島でオールナイトコンサートを行った。コンサートは北部の埋立造成地で19時から翌朝の4時30分まで行われ、人口3,000人弱の島に観客2万人余りを集めた。ゲストに小室等と長渕剛、サポートメンバーには松任谷正隆、鈴木茂、瀬尾一三、バズらがいた。ライブアルバム『TAKURO TOUR 1979』、『TAKURO TOUR 1979 Vol.2 落陽』、『COMPLETE TAKURO TOUR 1979』には篠島でのライブが録音されている。
2003年（平成15年）にはザ!鉄腕!DASH!!の企画「TOKIO VS 100人の刑事」（第5回）の舞台となった。その後2008年（平成20年）には「ソーラーカー 一筆書きで日本一周」で再びTOKIOのメンバーが篠島を訪れた。
2024年（令和6年）7月13日には、お笑い芸人の千原ジュニアが篠島初の観光大使に就任している。